# Carmela Eulate Sanjurjo
Carmela Eulate Sanjurjo (San Juan, 30 d'agost de 1871 - Barcelona, 3 de juliol de 1961) va ser una escriptora, traductora, pintora, pianista, cantant, musicòloga i crítica musical porto-riquenya. És considerada pionera en el moviment feminista de la zona antillana, actitud que es reflecteix en les seves obres literàries i els seus assajos.

## Biografia
Nascuda el 30 d'agost de 1871 a la colònia de San Juan, Puerto Rico, el seu pare va ser Antonio Eulate i Fery, comandant i almirall de la Marina Espanyola i diplomàtic; la seva mare va ser Julia Fernández Sanjurjo, d'ascendència espanyola. Per l'ocupació del seu pare Eulate va residir en diversos països, cosa que va enriquir la seva formació.
Es va formar en una família que li va brindar una educació privilegiada. D'igual manera des de nena havia estat interessada en la lectura. Des de molt jove va participar en tertúlies literàries i polítiques en les quals concorrien també figures de Puerto Rico com Salvador Brau, Manuel Fernández Juncos, Manuel Zeno Gandía, Ana Roque de Duprey i José Julián Acosta. Va estudiar música, pintura i idiomes i al llarg del temps va arribar a dominar diferents llengües com l'àrab, el rus, l'alemany, l'italià, l'anglès, el francès i el català. Va obtenir el títol del Conservatori de Música de Puerto Rico i a Cuba va rebre classes del pianista Hubert de Blanck. A partir de 1908 la família va viure uns anys a les Illes Canàries, on Carmela Eulate va freqüentar les tertúlies d'escriptors. Després que el seu pare va haver passat a la reserva, a partir de 1911, la família es va instal·lar a Barcelona, on viuria fins a la seva mort, el 1961.

## Carrera literària
La seva primera publicació -un conte- va ser a l'edat de quinze anys a la Revista Puertorriqueña, dirigida per Manuel Fernández Juncos. Posteriorment va continuar escrivint i publicant narrativa breu o traduccions del francès en diferents revistes, com La Ilustración Puertorriqueña, El Correo de Puerto Rico, Revista de Cuba, Revista Blanca, La Mujer i El Correo de Ultramar, on van aparèixer els seus relats Dos hermanas (1892), En un palco (1897) i Uno de tantos (1893).
En 1895 va publicar la que seria la seva primera novel·la, La muñeca. Mitjançant una construcció narrativa irònica, que desmunta els recursos més predictibles del fulletó romàntic, exposa la fina rellotgeria que hi ha darrere dels estereotips de gènere i, principalment, de la figura de la dona objecte. Es tracta d'una novel·la complexa, construïda des d'una perspectiva irònica que no sempre la crítica ha sabut veure. Així, és possible reconèixer dues línies interpretatives: la dels que la llegeixen com una novel·la feminista, que qüestiona el rol tradicional de la dona, i la dels que continuen amb la proposta de Manuel Zeno Gandía, autor del pròleg, que la va interpretar com una novel·la realista-naturalista que criticava la frivolitat i falta d'educació de les dones.
Dins de la categoria d'assajos, Eulate va treballar en una audaç i ben argumentada defensa dels drets de la dona. Les seves obres La mujer en la historia (1915), La mujer en el arte: Inspiradoras (1915), La mujer en el arte: creadoras (1915) i La mujer moderna (1924) presenten una defensa dels drets de la dona, particularment pel que fa a l'accés al sufragi, a la instrucció i a les oportunitats educatives. Precisament per resoldre i compensar alguns d'aquests buits educatius Eulate es va afanyar a escriure obres biogràfiques de diverses dones dins de la història, entre les quals Isabel de Castella, María Estuard, Teresa de Jesús, Eugènia de Montijo o Lola Montes, i també la història de les dones properes a homes com Chopin, Schiller, Schubert o Goethe.
Va ser la primera arabista i orientalista porto-riquenya. Entre les seves traduccions, cal assenyalar les de Shakespeare, Shelley, Woodworth, Edgar Allan Poe, Keats, D'Annunzio, Carducci, Verlaine, Víctor Hugo, Schiller o Heine, entre d'altres.
Ja a Barcelona, va dur a terme una tasca de divulgació de la cultura literària i musical, i de l'obra de les dones. Va participar, amb les seves conferències sobre música i literatura europea, americana o oriental, en les activitats de la prestigiosa Acadèmia Marshall, per exemple, o sobre l'evolució de la dona, en la Federació Sindical d'Obreres. També ho va fer a través de les seves emissions radiofòniques, com el programa de Ràdio Barcelona Perfiles de mujeres célebres (Semblanzas semanales), que va dedicar a diferents referents femenins: Clara Schumann, Zaida, Beatriz Portinari, Maria Malibran, Florence Nightingale, Elisenda de Montcada, Vittoria Colonna…

## Premis i reconeixements
Per la contribució literària de les seves traduccions de Shakespeare se li va atorgar el diploma de membre de l'Spanish American Atheneum o Hispanic Atheneum, a Washington.
Per la traducció de l'àrab de les Cantiges d'Amor (1920) i les seves traduccions de poetes orientals va ser nomenada membre de l'Arcàdia de l'Acadèmia de Roma, la més il·lustre Acadèmia d'Europa. En aquest cas va fer servir el pseudònim grec Dórida Mesenia.
Va ser designada al Patrimoni de Biedma, honor concedit per la promoció de les lletres espanyoles i el 1930 va ser nomenada membre de la Reial Acadèmia Gallega.

## Obra

### Narrativa
- La muñeca. Pròleg de Manuel Zeno Gandía. (Ponce, Puerto Rico: Tipografia El Tambor, 1895)
- La familia de Robredo (San Juan, Puerto Rico: Tipografia Heraldo Español, 1907)
- Desilusión (Madrid: Editorial Rosas y Espinas,1908)
- Marqués y marquesa. Pròleg de Benito Pérez Armas. (Tenerife: Ed. A. J. Benítez, 1911)
- El asombroso doctor Jover (Barcelona: Ediciones Edita, 1930)
- Las veleidades de Consuelo (Barcelona: Editorial Juventud, 1930)
- Teresa y María (Barcelona: Talleres Gráficos de la Sociedad General de Publicaciones, Col·lecció Novela Nova,1936)

### Assaig
- La mujer en la historia. Pròleg de Ricardo Burguete. (Sevilla: Imp. F. Díaz y Cía.,1915)
- La mujer en el arte: Inspiradoras. Pròleg de Francisco González Díaz. (Sevilla: Imp. F. Díaz y Cía., 1915)
- La mujer en el arte: Creadoras. Pròleg d'Hipólito González Rebollar. (Sevilla: Imp. F. Díaz y Cía., 1915)
- La mujer moderna. Pròleg de Rafael Altamira (Barcelona: Editorial Maucci, 1924)

### Poesia
- Ofrenda a Chopin. (Palma: Guasp, 1946)

### Biografies i obres històriques
- Los amores de Chopin. (Barcelona: Sociedad General de Publicaciones,1926)
- María Estuardo (1928)
- María Antonieta (1929)
- Santa Teresa. (Barcelona: Editorial Hyman, 1933)
- Isabel la Católica. Su vida, sus grandes obras contadas a la juventud. (Barcelona, Araluce, 1935)
- María Estuardo. La vida heroica de la reina de Escocia relatada a la juventud. Il·lustracions de René. (Barcelona: Araluce,1941)
- María Antonieta. La trágica vida de la reina de Francia explicada a la juventud. Il·lustracions de Felician de Myrbach. (Barcelona: Araluce. 1941)
- Isabel Clara Eugenia. Il·lustracions de José Segrelles (Barcelona: Araluce, 1941)
- Wolfgang Amadeo Mozart. La vida del glorioso músico relatada a la juventud. Amb vuit làmines de José Segrelles. (Barcelona: Araluce, 1941)
- La humilde y gloriosa vida de Schubert. (Barcelona: Ediciones Ave, 1942)
- Vida sentimental de Schiller. (Barcelona: Olimpo,1942)
- La juventud apasionada de Goethe. (Barcelona: Olimpo, 1943)
- Eulate. La España heroica y la América magnánima. Estampas de la guerra naval de 1898. (Madrid: Ed. Naval, 1951)

### Traduccions
- Cantigas d'amor. Traducció de l'obra de diversos poetes àrabs. Pròleg de Francisco Rodríguez Marín. (Barcelona: Ed. Cervantes, 1920)
- Antología de poetas orientales [inclou autors hindús, hebreus, afganesos, perses, xinesos, japonesos] Pòrtic d'Ipandro Acaico. (Barcelona: Ed. Cervantes, 1921)
- Antología de poetas occidentales [traduccions de Byron, Wordsworth, Tennyson, Shelley, Heine, Poe, Musset, Verlaine..., en col·laboració amb altres traductors]. (Barcelona: Ed. Cervantes, 1921)
- La quimera, de Gabriele D'Annunzio (Barcelona: Ed. Cervantes, 1936)
- Franz Schubert y su tiempo, de Karl Kobald. (Barcelona: Imp. Núñez, 1941)
- Los animales y el hombre. Traducción del árabe de la obra de Tuhfat Ikhwan Ussafa, por los sabios de Basora. Adaptada para los niños. Il·lustracions de R. López Morelló (Barcelona: Araluce, 1941)
- Ramayana de Valmiki. Adaptació. Il·lustracions de R. López Morell (Barcelona: Araluce, 1929)
- Sakuntalá de Kalidasa. Adaptació. Il·lustracions de R. López Morelló. (Barcelona: Araluce, 1936)

### Obra inèdita
Romanen inèdits prop de vint llibres de diferents gèneres, articles solament publicats en periòdics i revistes, i traduccions, alguns dels quals custodiats en diferents biblioteques: Estampas de arte y de historia, Perfiles de mujeres (contes), Los grandes hombres, Las dos esposas de Danton (boceto histórico), Mujeres de España y América, Conflicto del alma (novel·la), Los músicos del siglo XIX, Mitología y mitos del carnaval, El ingeniero de Quebec (novel·la), Una mano en la sombra (novel·la), Traduccions de Gabriele D'Annunzio. Antología de poetas ingleses y norteamericanos...